# Saint Helier
Saint Helier (/sənt ˈhɛliər/; tiếng Pháp: Saint-Hélier [sɛ̃t‿elje], Jèrriais: Saint Hélyi) là một trong 12 giáo xứ hành chính của Jersey, bộ phận lớn nhất của Quần đảo Eo Biển tại eo biển Manche. St. Helier có dân số khoảng 28.000, tức khoảng 31,2% tổng dân số của Jersey, và là thủ phủ của hòn đảo (mặc dù tòa nhà chính quyền nằm ở St. Saviour). Khu vực đô thị của giáo xứ St. Helier tạo thành đô thị lớn nhất Jersey, song một số khu vực của đô thị này nằm trên địa phận của giáo xứ St. Saviour kế cận, với các vùng ngoại ô trải dài đến St. Lawrence và St. Clement. Phần lớn St. Helier chủ yếu là nông thôn.
Giáo xứ có diện tích 4,1 dặm vuông Anh (10,6 km2), tức 9% tổng diện tích của đảo (bao gồm diện tích đất cải tạo là 494 mẫu Anh (2,00 km2) hay 200 ha).